# Coleophora synchrocera
Coleophora synchrocera é uma espécie de mariposa do gênero Coleophora pertencente à família Coleophoridae.